# جيسيكا نيلسون
جيسيكا لويز نيلسون (مواليد 14 يونيو 1991) مغنية إنجليزية، كانت عضوة في فرقة الفتيات البريطانية ليتل ميكس من 2011 إلى 2020. في عام 2021، ظهرت لأول مرة كفنانة منفردة عندما أصدرت أغنيتها المنفردة الأولى «بويز» مع نيكي ميناج في أكتوبر 2021.

## روابط خارجية
- جيسيكا نيلسون على موقع IMDb (الإنجليزية)
- جيسيكا نيلسون على موقع ميوزك برينز (الإنجليزية)
- جيسيكا نيلسون على موقع قاعدة بيانات الأفلام السويدية (السويدية)
- جيسيكا نيلسون على موقع أول ميوزيك (الإنجليزية)
- جيسيكا نيلسون على موقع ديسكوغز (الإنجليزية)
- جيسيكا نيلسون على موقع قاعدة بيانات الفيلم (الإنجليزية)